# Resolució 73 del Consell de Seguretat de les Nacions Unides
La Resolució 73 del Consell de Seguretat de les Nacions Unides, aprovada l'11 d'agost de 1949, assenyala amb satisfacció els acords d'armistici entre les parts implicades en el conflicte a Palestina i després va expressar l'esperança que aviat es pogués assolir un acord definitiu de totes les qüestions pendents entre les parts. La Resolució es va alliberar al Mediador d'Acció a Palestina, atès que els seus deures s'havien complert i va demanar al Secretari General de les Nacions Unides disposar el servei continuat del personal del present Organització de Supervisió de la Treva segons sigui necessari per a l'observació i el manteniment dels alto de foc i armisticis. La Resolució també va demanar que el Cap de Gabinet de l'OST informe al Consell sobre l'observança de l'alto el foc.
La resolució es va aprovar nou vots a favor; l'RSS d'Ucraïna i la Unió Soviètica es van abstenir.